# A Conquista da América: a Questão do Outro
A conquista da América: a questão do outro (título original: La Conquetê de L’Amerique: La Question de L’Autre) é um livro escrito por Tzvetan Todorov em 1982. Nessa obra, o autor discute como foi possível a conquista da América (principalmente a região do Caribe e do México, conhecida como Mesoamérica) pelos espanhóis no século XVI a partir do conceito de alteridade. 

## O Autor
Tzvetan Todorov nasceu em 1939 na Bulgária e foi radicado na França desde 1963 em Paris. É um filósofo e linguista e frequentou os cursos de Filosofia da Linguagem ministrados por Roland Barthes, um dos grandes teóricos do Estruturalismo.  Foi professor da École Pratique de Hautes Études e na Universidade de Yale e Diretor do Centro Nacional de Pesquisa Científica de Paris (CNRS). Publicou um número considerável de obras na área de pesquisa linguística e teoria literária. 

## A Obra
O livro é dividido em quatro partes: I – Descobrir, II – Conquistar, III – Amar, IV – Conhecer. Em cada uma delas ele utiliza textos de autores que serão suas personagens nessa história.  

### Descobrir
Todorov se baseia nos textos do próprio Cristóvão Colombo para relatar a chegada do europeu no Novo Mundo. Ele parte do pressuposto de que a América já havia sido inventada antes de descoberta, ou seja, Colombo tinha uma ideia pré-concebida do que iria encontrar na América e isso influenciou a sua relação com o outro. No centro da discussão de Todorov está a questão do eu, no esforço da interpretação de Colombo em relação aos índios, através da tela das ideologias do próprio Colombo e da barreira linguística. Colombo não consegue entender os índios, e não faz nenhum esforço para isso. Ele os considera como objetos vivos, como parte da paisagem. Essa é, segundo Todorov, a visão que o primeiro conquistador teve ao entrar em contato com o outro. Mas e a visão do índio em relação ao outro? “É possível, como diz Colombo, que os índios tenham considerado a possibilidade de os espanhóis serem seres de origem divina; o que daria uma boa explicação para o medo inicial, e seu desaparecimento diante do comportamento humano dos espanhóis”, comportamento esse que Todorov classifica como sendo a cobiça dos espanhóis, a busca por riquezas e prazeres. Ele conclui essa parte do livro afirmando que Colombo descobriu a América, mas não os americanos. Uma questão de alteridade.

### Conquistar
Todorov explica as razões da vitória dos espanhóis sobre os índios, e para isso ele utiliza como exemplo a personagem de Montezuma, imperador asteca que teve seu reino invadido por Hernán Cortés em 1519. Para reconstruir essa história, as fontes mais preciosas de Todorov são as descrições, compilações e traduções de monges espanhóis, os escritos de índios ou mestiços e os relatos do próprio Cortés. O que intriga o autor é como Cortés, liderando algumas centenas de homens, tenha conseguido tomar o reino de Montezuma, que dispunha de várias centenas de milhares de guerreiros. Todorov constrói uma teoria que se baseia na importância que os astecas davam aos signos, ao calendário cíclico e as interpretações das mensagens de seus deuses (adivinhações e presságios), ou seja, uma teoria relacionada à comunicação dos índios com os deuses (semiótica). Além disso, a vitória dos espanhóis também se explica, dentro dessa teoria, devido ao fato de que os espanhóis eram superiores aos índios na comunicação inter-humana, recurso do qual foi utilizado para conseguir aliados nativos para a vitória sobre Montezuma.  

### Amar e Conhecer
Em “Amar”, a terceira parte do livro, há no início o encadeamento “Compreender, Tomar e Destruir”  que a compreensão só assim será se houver reconhecimento pleno do outro como sujeito, não como “coisa”, caso contrário, essa compreensão será usada para a exploração, o “tomar”. Esse tomar encadeia-se no destruir, acontecendo assim o genocídio indígena, por assassinatos diretos (como nas guerras), maus-tratos ou doenças trazidas pelos espanhóis. “O fato de os índios morrerem às pencas é uma prova de que Deus está do lado dos conquistadores.” (p. 196)

## Repercussão
Apesar de Todorov não ser um historiador, o seu livro é muito utilizado no meio acadêmico. Porém, é criticado pelos historiadores pelo modo como ele trabalha com as fontes e pelo fato de que ele abandona as explicações materiais. Muitos chegam a classificar essa obra como literária. Apesar de ser aceita como parte da historiografia sobre esse assunto não se deve esquecer que ela é apenas uma versão dessa história entre tantas outras.